# تهريب المخدرات في كولومبيا

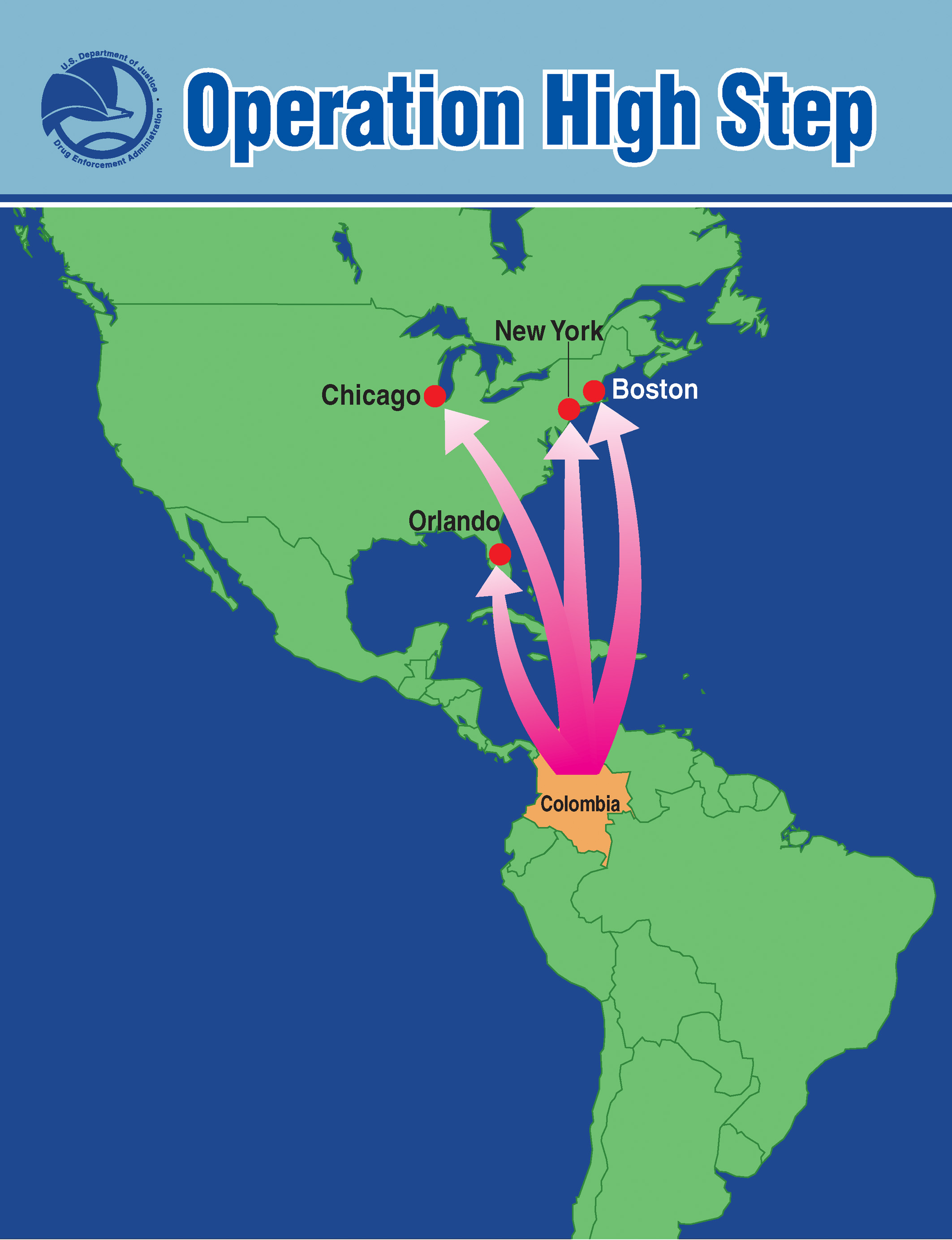
خريطة تبين تدفق الهيروين من كولومبيا إلى الولايات المتحدة.

تهريب المخدرات في كولومبيا يشير إلى إنتاج وتهريب وتوزيع وتجارة المخدرات بصفة غير مشروعة من طرف جماعات إجرامية في كولومبيا،
وهي تجارة كان يستحوذ عليها أربعة من أباطرة كارتل ميديلين والعديد من الجماعات الإجرامية أو قوات شبه عسكرية في كولومبيا الذين أسسوا طبقة اجتماعية جديدة أثرت على العديد من جوانب الثقافة والسياسة الكولومبية.
وتعد الجهود التي بذلتها الحكومة الكولومبية للحد من تأثير المنظمات الإجرامية ذات الصلة بالمخدرات أحد أصول الصراع الكولومبي، فهي حرب شرسة بين القوات الشبه العسكرية المسلحة والجماعات الإجرامية «المقاومين» وأباطرة كارتيل ميديلين ضد بعضهم البعض لزيادة نفوذهم، وكذلك ضد الحكومة الكولومبية التي تكافح لإيقافهم.
وتعتبر كولومبيا أكبر منتج رئيسي في العالم لمخدر الكوكايين، بنسبة صادرات بلغت ٪95 نحو الولايات المتحدة الأمريكية وحدها، بٱعتبارها أكبر مستهلك له في العالم. بالإضافة إلى إنتاج مواز لمخدري الهيروين والحشيش.

## المهربين

### أبرز الأحياء
أبرز مهربي المخدرات ظهروا في الثمانينات من القرن العشرين، حيث كانت تٌهرب بواسطة الكارتل.
لم تظهر كارتل ميديلين في جميع المناطق فجأة، بل كان إقليم ميديلين مهد انتشارها، حيث ترعرع وعمل هناك العديد من أشهر مهربي المخدرات في هذا البلد، ولعل أبرزهم بابلو إسكوبار الذي توفي في شهر ديسمبر من سنة 1993.
بعد وفاة بابلو، شهد إقليم ميديلين انخفاضا نسبيا في معدل الجريمة المتعلقة بتهريب المواد الممنوعة، لكنه وفي المقابل ظهرت مدينة أخرى، عٌرفت باسم كالي، حيث كان ينشط هناك الأخوين جيلبيرتو وميجال رودريغيز. وعلى الرغم من كون هذا الإقليم أقل نسبة في عمليات التهريب مقارنة بميديلين إلا أنه شهد هو الآخر العديد من العمليات الخطيرة والكبيرة أيضا، يٌذكر أن الشقيقين رودريغيز قٌتلا سنة 1995.
بعد وفاة أبرز شخصيات التهريب في كولومبيا، ظهر آخرون لاستكمال الحكاية وذلك في سنوات التسعينيات، حيث ظهرت أحياء جديدة، وعلى الرغم من عدم شهرتها بشكل كبير لكنها كانت أكثر عددا وأكثر تمركزا في العديد من المناطق، بل زاد نشاطها في كل من الولايات المتحدة وأوروبا.

### المعادين لتهريب المخدرات
موجة محاربة التهريب في كولومبيا كانت تتكون بالأساس من الشرطة والعدالة، هذا بالإضافة إلى دعم وزارة الخارجية الأمريكية في الولايات المتحدة. كما قامت العديد من الجمعيات التابعة للدولة والمستقلة من أجل محاربة هذه الظاهرة بطريقة أو بأخرى.

## التأثير على المجتمع الكولومبي

### العنف

#### الحرب بين المافيات
سبَّبَ انتشار المخدرات في اندلاع العديد من المواجهات والحروب بين مجموعة من الأحياء والمافيات في كولومبيا، حيث كان كل واحد منهم يحاول فرض سيطرته على مناطق تابعة له، مما أدى إلى نشوب حروب طويلة بين هذه الفرق.
أبرز حرب شهدها المجتمع الكولومبي كانت سنة 1988، وذلك بين كل من بابلو إسكوبار المسيطر على إقليم ميديلين والأخوين رودريغيز المسيطرين على إقليم كالي، حيث تم استعمال مسدسات من العيار الثقيل وقنابل متفجرة، وقد انتهت هذه الحرب سنة 1993 وذلك بعد وفاة بابلو إسكوبار.

#### الحرب بين مافيات التهريب والحكومة
في السنوات الأولى لحكومة بيليساريو بيتانكور (1982 - 1986)، حذرت وزارة العدل من خطورة تهريب المخدرات ومن انتشار المافيات، ليتم استهدافها -وزارة العدل- في أبريل من سنة 1984، وقد سبب هذا الهجوم إعلان حالة استنفار قصوى في البلاد، وجاء رد الفعل من حكومة بيتانكور حيث أعلنت الحرب على هذه المافيات، لم تكتف بهذا فقط بل طلبت المساعدة من مجموعة من الدول على رأسها الولايات المتحدة.

### تأثيرات إيجابية
هناك العديد من التأثيرات الإيجابية لتهريب المخدرات في كولومبيا ولنشوء العديد من المافيات، حيث أن أغلب هذه العائدات الإيجابية كان سببها الأول بابلو، والذي قام بالعديد من المشاريع والأعمال الضخمة رغبة في ربح دعم الأحياء والأسر المعوزة والفقيرة، على غرار برنامجه ميديلين بدون صفيح كما قام ببناء العديد من المستشفيات والمدارس وقاعات الرياضة وغيرها.